# Joeropsis letourneuri
Joeropsis letourneuri är en kräftdjursart som beskrevs av Mueller1991. Joeropsis letourneuri ingår i släktet Joeropsis och familjen Joeropsididae. Inga underarter finns listade i Catalogue of Life.